# Exploits
Circonscription électorale provinciale du Canada
Exploits est une circonscription électorale provinciale de la Chambre d'assemblée de la province canadienne de Terre-Neuve-et-Labrador.

## Liste des députés
| Exploits |                     |                           |                |             |
| Député   | Député              | Parti                     | Mandat         | Législature |
|          | Stephen Mulrooney   | Libéral                   | 1975 - 1976    | 37e         |
|          | Hugh Twomey (en)    | Progressiste-conservateur | 1976 - 1979    | 37e         |
|          | Hugh Twomey (en)    | Progressiste-conservateur | 1979 - 1982    | 38e         |
|          | Hugh Twomey (en)    | Progressiste-conservateur | 1982 - 1985    | 39e         |
|          | Hugh Twomey (en)    | Progressiste-conservateur | 1985 - 1989    | 40e         |
|          | Roger Grimes        | Libéral                   | 1989 - 1993    | 41e         |
|          | Roger Grimes        | Libéral                   | 1993 - 1996    | 42e         |
|          | Roger Grimes        | Libéral                   | 1996 - 1999    | 43e         |
|          | Roger Grimes        | Libéral                   | 1999 - 2003    | 44e         |
|          | Roger Grimes        | Libéral                   | 2003 - 2005    | 45e         |
|          | Clayton Forsey (en) | Progressiste-conservateur | 2005 - 2007    | 45e         |
|          | Clayton Forsey (en) | Progressiste-conservateur | 2007 - 2011    | 46e         |
|          | Clayton Forsey (en) | Progressiste-conservateur | 2011 - 2014    | 47e         |
|          | Jerry Dean (en)     | Libéral                   | 2015 - 2019    | 48e         |
|          | Pleaman Forsey (en) | Progressiste-conservateur | 2019 - 2021    | 49e         |
|          | Pleaman Forsey (en) | Progressiste-conservateur | 2021 - présent | 50e         |